# Didier Flamand
Didier Flamand (Boulogne-Billancourt, 12 marzo 1947) è un attore e regista francese.

## Biografia
Nato il 12 marzo 1947 a Boulogne-Billancourt, nella regione dell'Île-de-France, Flamand si è dedicato esclusivamente al teatro durante la prima parte della sua carriera. La Vocation suspendue di Raoul Ruiz segna il suo debutto sul grande schermo.

## Filmografia parziale
- En avoir (ou pas), regia di Laetitia Masson (1995)
- Il pianeta verde (La Belle Verte), regia di Coline Serreau (1996)
- Elles, regia di Luís Galvão Teles (1997)
- À vendre - In vendita (À vendre), regia di Laetitia Masson (1998)
- Quasimodo d'El Paris, regia di Patrick Timsit (1999)
- I fiumi di porpora (Les Rivières pourpres), regia di Mathieu Kassovitz (2000)
- Storie, Michael Haneke (2000)
- Ceci est mon corps, regia di Rodolphe Marconi (2001)
- Autoreverse, regia di Cédric Klapisch (2003)
- Ah! Se fossi ricco (Ah! Si j'étais riche), regia di Michel Munz e Gérard Bitton (2002)
- Merci Docteur Rey, regia di Andrew Litvack (2002)
- Double Zéro, regia di Gérard Pirès (2003)
- Il bandito corso (L'Enquête corse), regia di Alain Berbérian (2004)
- Travaux - Lavori in casa (Travaux, on sait quand ça commence...), regia di Brigitte Roüan (2004)
- L'Ex-femme de ma vie, regia di Josiane Balasko (2004)
- Factotum, regia di Bent Hamer (2004)

- Les Choristes - I ragazzi del coro (Les choristes), regia di Christophe Barratier (2004)
- Triplice inganno (Les brigades du Tigre), regia di Jérôme Cornuau (2005)
- Jeune homme, regia di Christoph Schaub (2006)
- La Maison du bonheur, regia di Dany Boon (2006)

- Non ti voltare (Ne te retourne pas), regia di Marina De Van (2009)
- Paris Express (Coursier), regia di Hervé Renoh (2010)
- Pollo alle prugne (Poulet aux prunes), regia di Marjane Satrapi e Vincent Paronnaud (2011)
- Torno da mia madre (Retour chez ma mère), regia di Éric Lavaine (2016)
- Eva, regia di Benoît Jacquot (2018)
- Qualcosa di meraviglioso (Fahim), regia di Pierre-François Martin-Laval (2019)
- Daaaaaalí!, regia di Quentin Dupieux (2023)